# László Gergely (Fußballspieler)
László Vasile Gergely (auch Vasile Gergely) oder – ungarisch – Gergely László (* 28. Oktober 1941 in Nagybánya, Ungarn (heute Baia Mare, Rumänien)) ist ein ehemaliger Fußballspieler ungarischer Abstammung. Er bestritt insgesamt 180 Spiele in der Divizia A und der Fußball-Bundesliga. Außerdem nahm er an der Fußball-Weltmeisterschaft 1970 teil.

## Karriere

### Verein
László Gergely begann seine Karriere in seiner Heimatstadt Baia Mare bei CSM Baia Mare in der zweiten rumänischen Fußballliga, der Divizia B. Nach dem Gewinn des UEFA-Juniorenturniers im Sommer 1962 spielte die rumänische Jugendnationalmannschaft in der darauffolgenden Saison unter dem Namen Viitorul Bukarest in der Divizia A, so dass Gergely dorthin wechselte. Mit Viitorul absolvierte er am 19. August 1962 seinen ersten Einsatz in der Divizia A. Nachdem der Verein sich aber bereits in der Winterpause 1962/63 aufgelöst hatte, wechselte er zu Dinamo Bukarest, kam dort aber zunächst nur selten zum Einsatz. Erst in der Saison 1964/65 kam Gergely häufiger zum Einsatz und hatte seinen Anteil am Gewinn der Meisterschaft. Nach der Weltmeisterschaft 1970 setzte sich Gergely nach Deutschland ab, wo er sich Hertha BSC anschloss. Dort wurde Gergely in den Bundesliga-Skandal verwickelt und am 23. Januar 1972 auf Lebenszeit gesperrt. Dann wanderte er nach Südafrika aus, wo er Polizist wurde, und auch ein Jahr für Durban City Fußball spielte. Am 26. Januar 1973 wurde Gergely begnadigt.

### Nationalmannschaft
Gergely bestritt 36 Spiele für die rumänische Fußballnationalmannschaft. Seinen Einstand gab er am 30. September 1962 gegen Marokko. Zum Abschluss seiner Nationalmannschaftskarriere wurde er von Nationaltrainer Angelo Niculescu für die Fußball-Weltmeisterschaft 1970 in Mexiko nominiert, wo er im Spiel gegen die Tschechoslowakei eingewechselt wurde.

## Erfolge
- WM-Teilnehmer: 1970
- Rumänischer Meister: 1963, 1964, 1965
- Rumänischer Pokalsieger: 1968
- Jugend-Europameister: 1962

## Privates
László Gergely lebt in Berlin und betrieb die Vereinsgaststätte des 1. FC Wilmersdorf im Volkspark Wilmersdorf in der Blissestraße. Gelegentlich war er in der Jugendarbeit des 1. FC Wilmersdorf tätig. Sein älterer Bruder, Iuliu Gergely (* 1939), war rumänischer U17-Nationalspieler, bis er in einem Freundschaftsspiel einen Knöchelbruch erlitt, dessen unsachgemäße Behandlung die Amputation seines rechten Beines und damit das frühzeitige Karriereende zur Folge hatte. Der jüngste der drei Brüder, Iosif Gergely († 2004), spielte ebenfalls Fußball, schaffte es jedoch nur bis in die zweite Liga.